# Dafnis a Chloé

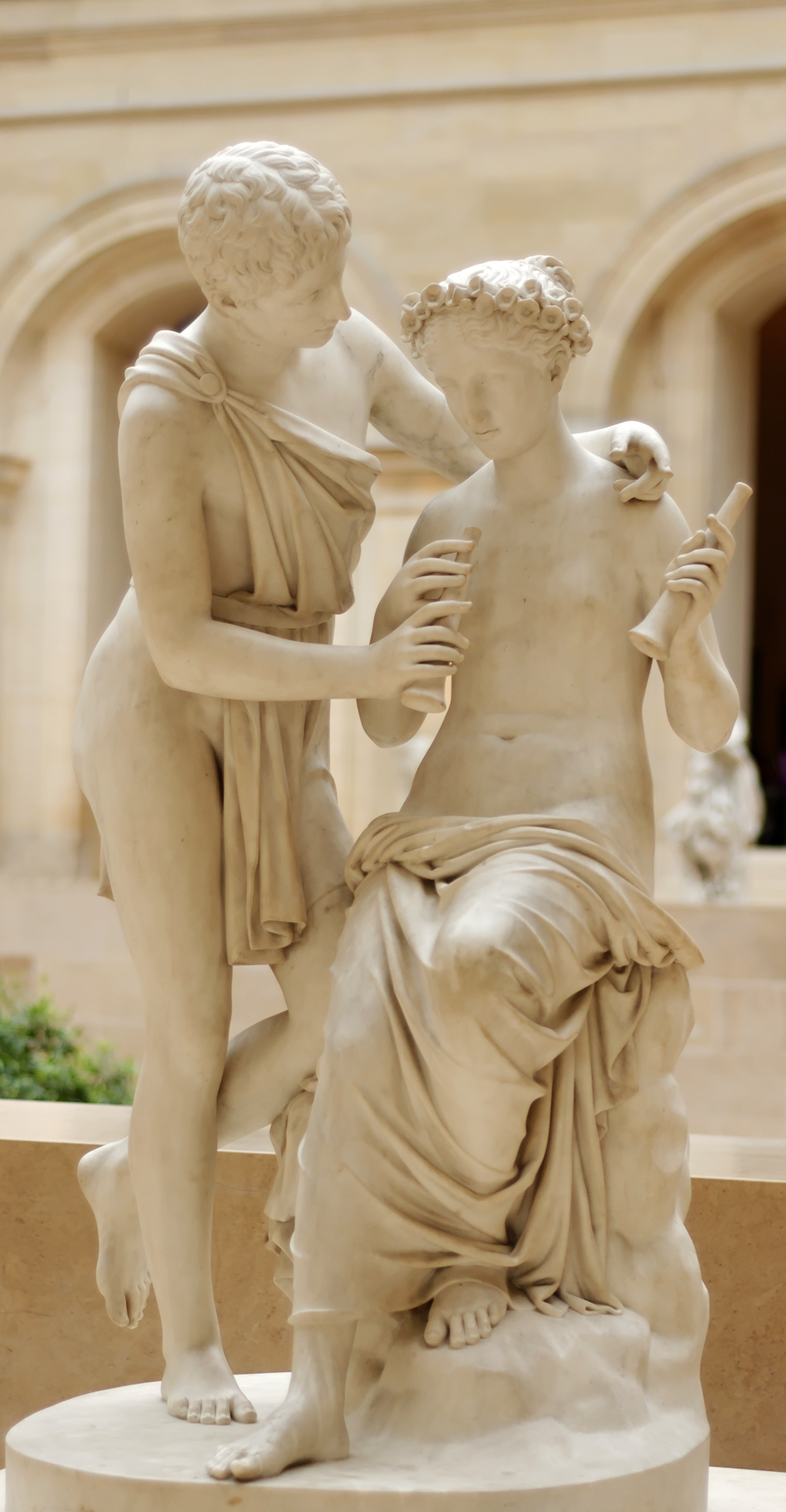
Dafnis a Chloe, sousoší (1827), jehož autorem je francouzský sochař Jean-Pierre Cortot (Louvre)

Dafnis a Chloé (asi 2. století, Ποιμενικων των περι Δάφνιs καὶ Χλόη Λεσβιακων λογου) je starověký milostný román z pastýřského prostředí, který napsal řecký spisovatel Longos. O autorovi a o vzniku románu není prakticky nic známo. To, že dílo pravděpodobně vzniklo ve 2. století, bylo určeno na základě jeho lingvistického rozboru.

## Obsah románu
Román se odehrává na ostrově Lesbos (ostrov je proto považován za autorovo rodiště nebo působiště), má čtyři knihy a podle autorova vyjádření byl napsán podle obrazu, který na ostrově nalezl. Je v něm vylíčen příběh odloženého syna bohatých rodičů Dafnise, kterého našli a vychovali pastýři. Podobný osud měla dívka Chloé. Oba mladí lidé pásli stáda koz a ovcí, zamilovali se do sebe, za pomoci bohů i vlastním přičiněním překonali mnohé nástrahy osudu, našli své rodiče a nakonec se šťastně vzali. Dílo má silný erotický podtón zvláště v popisu změny jejich nevinné dětské lásky v lásku fyzickou a v líčení milostné neobratnosti obou hlavních postav.

## Ohlasy a adaptace
Román byl velmi oblíben zejména v době renesance a rokoka a stal se námětem mnoha literárních, výtvarných i hudebních děl. Byl například modelem pro pastýřský román Aminta (1573) italského básníka Torquata Tassa nebo pro román Paul a Virgine (1787) od francouzského spisovatele Bernardina de Saint-Pierre. Jean Jacques Offenbach podle románu napsal roku 1860 stejnojmennou jednoaktovou operetu a Maurice Ravel roku 1912 balet. Německý básník Johann Wolfgang Goethe označil Longovo dílo za „poslední květ staré řecké literatury“.

## Česká vydání

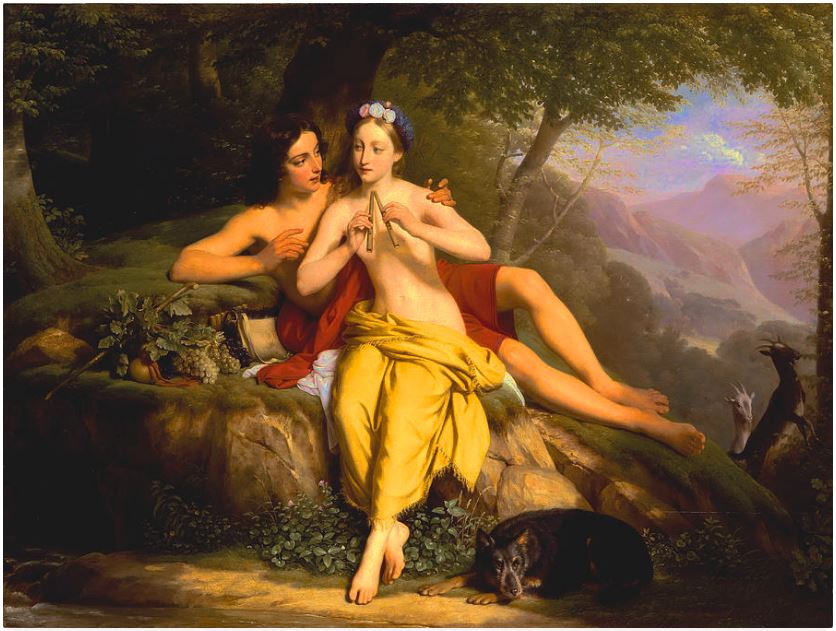
Dafnis a Chloé – Louise Marie-Jeanne Hersent-Mauduit

- Dafnis a Chloe, František Adámek, Praha 1910, přeložil Ferdinand Pelikán,
- Dafnis a Chloe, Václav Petr, Praha 1926, přeložil Rudolf Kuthan,
- Pastýřské příběhy Dafnida a Chloe, Evropský literární klub, Praha 1947, přeložil Rudolf Kuthan,
- Dafnis a Chloe, obsaženo společně s Héliodórovým románem Příběhy aithiopské v knize Antická próza I. - Láska a dobrodružství, Odeon, Praha 1971, přeložil Rudolf Kuthan,
- Dafnis a Chloe, Supraphon, Praha 1976, přeložil Rudolf Kuthan.